# ジョシュ・ホーキンソン
ジョシュ・ホーキンソン（Josh Hawkinson）ことジョシュア・ハーコン・ホーキンソン（Joshua Haakon Hawkinson、1995年6月23日 - ）は、アメリカ合衆国ワシントン州シアトル出身の男子プロバスケットボール選手。ポジションはセンター、パワーフォワード。B.LEAGUEのサンロッカーズ渋谷に所属。
2023年の日本国籍取得時、日本名を「鷹大（たかひろ）」としたが、この名称は現時点において戸籍上の公式のものとはされていない。

## 来歴
アメリカ合衆国ワシントン州シアトル出身。
ショアウッド高校からワシントン州立大学に進み、卒業後はファイティングイーグルス名古屋に加入。
2020年、信州ブレイブウォリアーズへ移籍を発表。
2023年2月10日、日本国籍を取得し、リーグ登録区分が「外国籍選手」から「帰化選手」へ変更となったことが発表された。
2月14日、ワールドカップアジア2次予選に臨む日本代表の直前合宿に追加招集された。23日に高崎アリーナで行われた対イラン戦で日本代表デビューを果たした。
2023年6月12日、サンロッカーズ渋谷へ移籍。8月25日に開幕したFIBAバスケットボール・ワールドカップに出場。
8月27日に行われたワールドカップのフィンランド戦では、28得点、19リバウンドの活躍で勝利に貢献した。1次ラウンドでは3試合平均で33分出場と非常に長いプレイタイムだったにもかかわらず、順位決定ラウンドでも活躍し、フル出場となったカーボベルデ戦では両チーム最多の29得点を記録し、日本代表を2024年開催のパリオリンピックへと導いた。
2024年2月14日、ファンクラブプラットフォーム「ファニコン」にて自身のファンクラブとなる『Team JHawk』を設立した。

## 人物
両親は共に元プロバスケット選手で、父のネルズはノルウェーで、母ナンシーはデンマークでプレーをしていた。父のネルズはバスケットに関わる大会や旅行を企画・運営する会社の経営者でもあり、WBCAの委員やアメリカ代表団の副団長、1982年から1987年までは女子バスケットボールチームのコーチを務めるなど、バスケットボールに深く関わっている。
地元のシアトル・マリナーズのファンであり、マリナーズでイチローが長く活躍していたことから日本への関心を深めた。自身も高校まではバスケットボールと並行して野球もやっており、150km近い速球を投げる投手で有望株であった。イチローの引退試合には現地で観戦していた。2023年6月にはイチローと対面を果たし、ユニフォームを交換した。
高校時代の先輩にMLB投手のブレイク・スネルがいる。スネルがMLB開幕戦の為来日した際、2025年3月16日に東京ドームで催されたプレシーズンマッチ（ロサンゼルス・ドジャース対阪神タイガース）を観戦した。
第5回ワールド・ベースボール・クラシック（WBC）の日本代表で活躍したラーズ・ヌートバーとよく間違えられるそうで、街中で「ヌートバー選手ですか？」と声をかけられたことがあるという。